# Aplidium distaplium
Aplidium distaplium är en sjöpungsart som beskrevs av Kott 1992. Aplidium distaplium ingår i släktet Aplidium och familjen klumpsjöpungar. Inga underarter finns listade i Catalogue of Life.